# Abd al-Malik ibn al-Mamun
Abd al-Malik ibn al-Mamun fou sultà sadita de Fes, successor del seu germà Abd Allah ibn al-Mamun quan va morir el 1623 (o 1624).
Muhammad al-Saghir ibn al-Hadjdj a la seva Nozhet-el hādi bi akhbar moulouk el-Karn el-Hadi no li dedica més de set línies i no dona ni cap detall personal (excepte el parentiu) ni cap fet del seu govern. Diu que va morir el 1036 de l'hègira (entre el 22 de setembre del 1626 i el 12 de setembre de 1627). El poder a Fes va passar a mans del seu germà i antic pretendent Muhammad III ibn al-Mamun conegut com a Zeghuda.